# Slottet Gjon Bocari
Slottet Gjon Bocari är ett slott i Tragjas, byggt under 1500- och 1600-talet. Byggnaden är rektangulär och murarna är 1,25 meter tjocka och 5,5 meter höga.